# Haplocochlias cyclophoreus
Haplocochlias cyclophoreus är en snäckart som beskrevs av Carpenter 1864. Haplocochlias cyclophoreus ingår i släktet Haplocochlias och familjen Skeneidae. Inga underarter finns listade i Catalogue of Life.